# Hydropionea lavinia
Hydropionea lavinia là một loài bướm đêm trong họ Crambidae.